# Crangonyx floridanus
Crangonyx floridanus is een vlokreeftensoort uit de familie van de Crangonyctidae. De wetenschappelijke naam van de soort werd in 1963 voor het eerst geldig gepubliceerd door Bousfield.

## Verspreiding
Crangonyx floridanus is een solitair levende zoetwatervlokreeft. De soort werd beschreven vanuit Florida en is inheems in het zuidoosten van de Verenigde Staten. Geïntroduceerde populaties zijn bekend uit de baai van San Francisco, Californië en Japan. Het wordt over het algemeen aangetroffen in rivieren en meren in het binnenland, maar heeft zijn verspreidingsgebied in sommige gebieden uitgebreid naar estuaria. Deze soort is wijdverbreid in de Sacramento-San Joaquin Delta. Ecologische en economische effecten van niet-inheemse populaties zijn niet gerapporteerd.